# Bouze-lès-Beaune
Bouze-lès-Beaune – miejscowość i gmina we Francji, w regionie Burgundia-Franche-Comté, w departamencie Côte-d’Or.
Według danych na rok 1990 gminę zamieszkiwało 247 osób, a gęstość zaludnienia wynosiła 36 osób/km² (wśród 2044 gmin Burgundii Bouze-lès-Beaune plasuje się na 665. miejscu pod względem liczby ludności, natomiast pod względem powierzchni na miejscu 1121.).